# Goat Rocks Wilderness
Die Goat Rocks Wilderness ist ein Wildnisgebiet im US-Bundesstaat Washington auf dem Hauptkamm des Kaskadengebirges südlich des U.S. Highway 12. Es besteht aus fast 440 Quadratkilometern des Mount Baker-Snoqualmie National Forest und des Gifford Pinchot National Forest. Das Hauptmerkmal ist eine Reihe bizarrer Gipfel, die Goat Rocks, die nach der Vielzahl der in dem Gebiet lebenden Schneeziegen benannt sind. Die nächstgelegene Stadt ist Yakima.

## Geographie
Vor mehr als zwei Millionen Jahren dominierte ein Vulkan von 3.700 Metern Höhe diese Landschaft. Die erodierten Reste dieses Vulkans bestehen aus zerklüfteten Gipfeln, deren mittlere Höhe über 2.100 Metern liegt. Ihr höchster Punkt ist Gilbert Peak (2.494 Meter), der sich über 1.100 Meter über die Umgebung erhebt. An den schattigen Nordhängen befinden sich die Gletscher Packwood, McCall, Conrad und Meade. Das Wildnisgebiet wird von den North und den South Forks von Tieton, Cispus und Cowlitz River und ihren Zuflüssen entwässert. Der tiefste Punkt des Gebietes befindet sich nahe dem Packwood Lake auf 890 Metern Höhe. 
|  |
|  |

## Geschichte
Die Bedeutung als Wildnisgebiet der Goat Rocks wurde erstmals am 13. Februar 1931 anerkannt, als etwa 180 km² durch den Forest Service des US-Landwirtschaftsministerium als ursprüngliches Gebiet ausgewiesen wurden. 1935 wurde dieses Gebiet auf 293 km², 1940 nochmals auf 335 km² erweitert. Das Gebiet wurde durch den Leiter des Forest Service als Goat Rocks Wild Area ausgewiesen. Mit Verabschiedung des Wilderness Act durch den Kongress der Vereinigten Staaten am 3. September 1964 wurde das Gebiet zum Wildnisgebiet erklärt und damit Teil des National Wilderness Preservation System. Der Kongress fügte 1984 ein weiteres Gebiet hinzu. Der Forest Service ist beauftragt, durch sein Management den Wildnis-Charakter zu bewahren und zu fördern und das Gebiet gleichzeitig der Öffentlichkeit zu Nutzung und Vergnügen zugänglich zu machen.

## Erholung
Der Pacific Crest Trail (PCT), welcher sich von Kanada bis Mexiko erstreckt, führt mitten durch die Goat Rocks Wilderness. Der durch den Bundesstaat Washington führende Abschnitt dieses Weges war einst als Washington Cascade Crest Trail bekannt und wurde 1935 fertiggestellt. Durch den National Trail System Act von 1968 wurde er zum Teil des PCT erklärt. Die Yakama Indian Reservation, die an das Wildnisgebiet im Südosten angrenzt, ist mit Ausnahme der PCT-Abschnitte für die Öffentlichkeit nicht zugänglich.